# Place de la Victoire (Bordeaux)
Pour l’article homonyme, voir Place de la Victoire.
La place de la Victoire est une des principales places publiques de la ville de Bordeaux, chef-lieu du département français de la Gironde et de la région Nouvelle-Aquitaine.

## Situation et accès
Important centre névralgique où se croisent chaque jour employés, touristes et étudiants, elle doit sa physionomie à l'intendant de Guyenne Louis-Urbain-Aubert de Tourny, qui s'emploie à moderniser la ville dans la seconde moitié du XVIIIe siècle. Bordée par des immeubles en pierre d'inspiration néo-classique, elle voit également se dresser en son centre une ancienne porte de ville inspirée des arcs de triomphe antiques, la porte d'Aquitaine.
La place de la Victoire se situe dans le prolongement de plusieurs axes majeurs de la capitale aquitaine, parmi lesquels la rue Sainte-Catherine, le cours de la Somme et le cours de la Marne.
La place de la Victoire est bordée d'immeubles bourgeois aux dimensions modestes, aux lignes sobres, et n'excédant généralement pas les deux étages. Les plus anciens ont été dessinés par l'architecte André Portier (également auteur de la porte d'Aquitaine) et devaient former un ensemble cohérent, au plan similaire (rez-de-chaussée, premier étage et mansarde en ardoises). Néanmoins, certains immeubles sont postérieurs, de même que le bâtiment de l'ancienne faculté de médecine et de pharmacie, monumentale réalisation néo-classique érigée en 1880. Cet édifice, construit par l'architecte prix de Rome Jean-Louis Pascal abrite désormais les formations en science de l'Homme de l'Université de Bordeaux.
La place de la Victoire est souvent le lieu de diverses manifestations, avec notamment des concerts ou des spectacles. C'est également un endroit fort apprécié des étudiants et des jeunes en général pour sa vie nocturne, la place étant entourée de nombreux bars, cafés et services de restauration (brasseries, restaurants, sandwicheries et kebabs, etc.). Elle est de plus l'un des principaux accès à la rue Sainte-Catherine, une des plus importantes rues piétonnes d'Europe, où se concentrent plusieurs centaines de boutiques de toutes sortes.
La place de la Victoire bénéficie d'un système d'éclairage moderne. Aux lampadaires « classiques » s'ajoutent une centaine de petits projecteurs à basse tension de type Lyn 4 S et Lyn 4 T, encastrés dans le sol, qui dispensent une lumière bleue et « balisent » l'espace.
Transport
À partir de la place partent les cours suivants : cours de la Marne (vers le marché des Capucins et la gare Saint-Jean), cours de la Somme, cours de l'Argonne, cours Aristide-Briand et cours Pasteur.
La place est desservie par la ligne  du tramway de Bordeaux (arrêt Victoire).

## Origine du nom
Le nom de la place fait référence à la fin de la Première Guerre mondiale.

## Historique

### Moyen Âge
La place de la Victoire occupe l'emplacement d'un ancien champ de foire aménagé au Moyen Âge, en marge des fortifications qui ceinturaient la ville. Une porte fortifiée se dressait approximativement à l'emplacement de la Porte d'Aquitaine (Porte Saint-Julien), de même qu'un hôpital destiné à soigner les pèlerins et les mendiants (Hospice Saint-Julien), construit en 1231 et longtemps desservi par les Hospitaliers.
Lors de la construction du parc de stationnement souterrain a été découverte une barbacane (ouvrage fortifié avancé, servant à défendre la porte d'une ville ou d'un château), vestiges de l'ancienne porte Saint-Julien.

### XVIIIesiècle
En 1753, l'intendant de Guyenne Louis-Urbain-Aubert de Tourny entreprend une campagne de modernisation de cette partie de la ville. Les remparts, devenus obsolètes, sont détruits, et une porte moderne, en forme d'arc de triomphe, vient se substituer au châtelet médiéval. Cette nouvelle porte, dite « porte d'Aquitaine » en hommage au jeune Xavier de France, duc d'Aquitaine, décédé prématurément à l'âge de cinq mois, est édifiée à partir de 1753, et est achevée en 1756. Amputée de ses deux guichets latéraux en 1902, elle est depuis lors un des monuments emblématiques du lieu, vers lequel convergent tous les regards.
Pendant la Révolution, la place d'Aquitaine (ancien nom de la place de la Victoire) est brièvement rebaptisée place de la Convention. La guillotine, installée à l'origine sur l'actuelle place Gambetta, y est ensuite déplacée.

### XIXesiècle

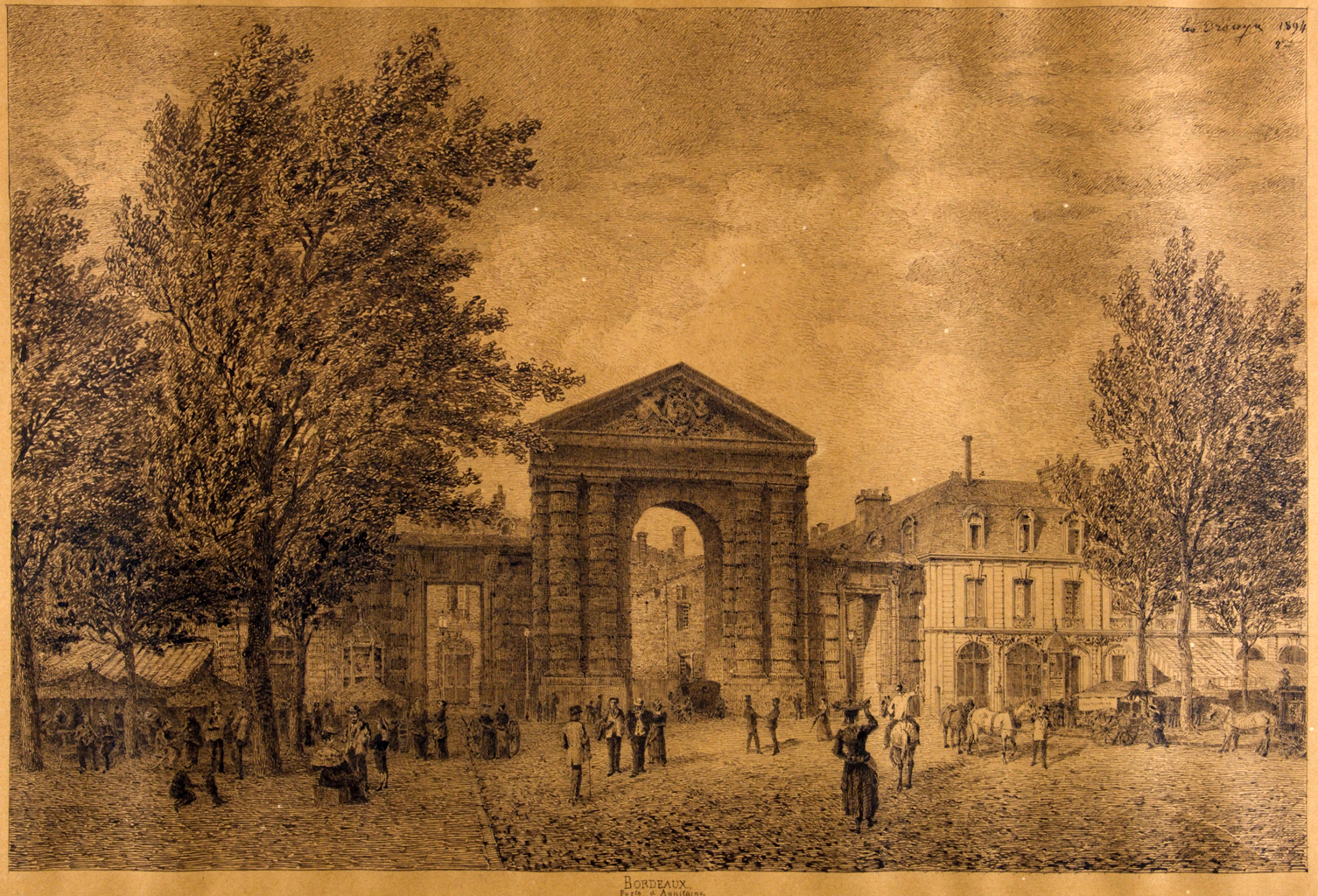
Porte d'Aquitaine (Léo Drouyn, vers 1860).

La place d'Aquitaine, qui a entre-temps retrouvé son nom d'origine, est un lieu de marché où les paysans de l'arrière-pays viennent écouler leurs productions. L'immigration, essentiellement espagnole, modifie sensiblement le quartier à la fin du siècle.

### XXesiècle
À partir du début du XXe siècle, il devient un des hauts-lieux de la vie étudiante. Véritable forum de ce « quartier latin » aquitain, la place de la Victoire, rebaptisée ainsi le 3 décembre 1918, reste fréquentée chaque jour par des milliers d'étudiants, en dépit du transfert de nombre d'universités et de hautes écoles sur le campus de Talence-Pessac-Gradignan dans les années 1960.
|  |
|  |

|  |
|  |

### XXIesiècle
Le 17 juin 2005 furent inaugurées deux œuvres du sculpteur d'origine tchèque Ivan Theimer : un obélisque de forme hélicoïdale de 16 mètres de haut, de plus de 50 tonnes, formé de six blocs de marbre rouge du Languedoc et de bronze, et deux tortues en bronze dont la carapace est ornée de grappes de raisin et de noms d'appellations viticoles. Le pavement de la place, quant à lui, reprend librement celui de la place du Capitole à Rome.
|                                                        |
| Le bâtiment néo-classique de l'université de Bordeaux. |

|                    |
| Porte d'Aquitaine. |

|                                       |
| Illumination de la porte d'Aquitaine. |

|                     |
| L'arrêt du tramway. |